# Табијано (Парма)
Табијано је насеље у Италији у округу Парма, региону Емилија-Ромања.
Према процени из 2011. у насељу је живело 90 становника. Насеље се налази на надморској висини од 509 м.